# Сент-Клер, Бертиль
Бертиль Сент-Клер (англ. Bertille St. Clair) — тринидадский футбольный тренер.

## Биография
За свою тренерскую карьеру дважды возглавлял сборную Тринидада и Тобаго. В первый раз Сент-Клер работал с национальной командой на протяжении трех лет (с 1997 по 2000 год). В 2000 году наставник сумел привести сборную к бронзовым медалям на Золотом Кубке КОНКАКАФ. Это самое высокое достижение Тринидада и Тобаго в истории участия в этом турнире. Кроме того, за это время Сент-Клер дважды выигрывал с «Сокой уориорз» Карибский кубок по футболу в 1997 и 1999 годах.
Во второй раз специалист возглавил команду в 2004 году. В рамках отборочного турнира к чемпионату мира 2006 года Сент-Клеру удалось вывести сборную в финальную группу зоны КОНКАКАФ. Однако после поражения от сборной Гватемалы со счетом 1:5 он уступил своё место голландцу Лео Беенхаккеру, которому сенсационно удалось вывести Тринидад и Тобаго на Чемпионат мира в Германии.
Помимо сборной своей страны, в 1996 году Бертиль Сент-Клер был главным тренером сборной Сент-Висента и Гренадин.

## Достижения
- Обладатель Карибского кубка (2): 1997, 1999.
- Серебряный призёр Карибского кубка (1): 1998.
- Бронзовый призёр Золотого кубка КОНКАКАФ (1): 2000.